# Michèle Asselin
Michèle Asselin é uma activista canadiana e ex-presidente da Fédération des femmes du Québec.

## Carreira
Em 1988 tornou-se coordenadora do Regroupement des centres de femmes du Québec.
Em junho de 2003 sucedeu a Vivian Barbot como presidente da Fédération des femmes du Québec. Em setembro de 2009 deixou o cargo de presidente do FFQ depois de atingir o limite de mandato da Federação para presidentes. Ao deixar o cargo, reafirmou o seu apoio à oposição da Federação à proibição de símbolos religiosos no Quebec.
Após deixar o QFA, trabalhou como coordenadora do Centre international de solidarité ouvrière de 2010 a 2015. Em 2015, foi nomeada chefe da Association québécoise desorganes de coopération internationale.